# Positionsvara
En positionsvara är en vara där utbudet är fast begränsat, eller mycket svårt att öka. Utmärkande är också att positionsvaran inte konsumeras vid användandet.
Priset på positionsvaror varierar därför mycket starkt med efterfrågan.
Den typiska positionsvaran är mark, men även unika konstverk, antikviteter och social status kan räknas som positionsvaror. Därutöver kan högre utbildning räknas som en positionsvara.
Begreppet "positional good" myntades av den amerikanske ekonomen Fred Hirsch i boken Social Limits to Growth 1976.